# بتغرين

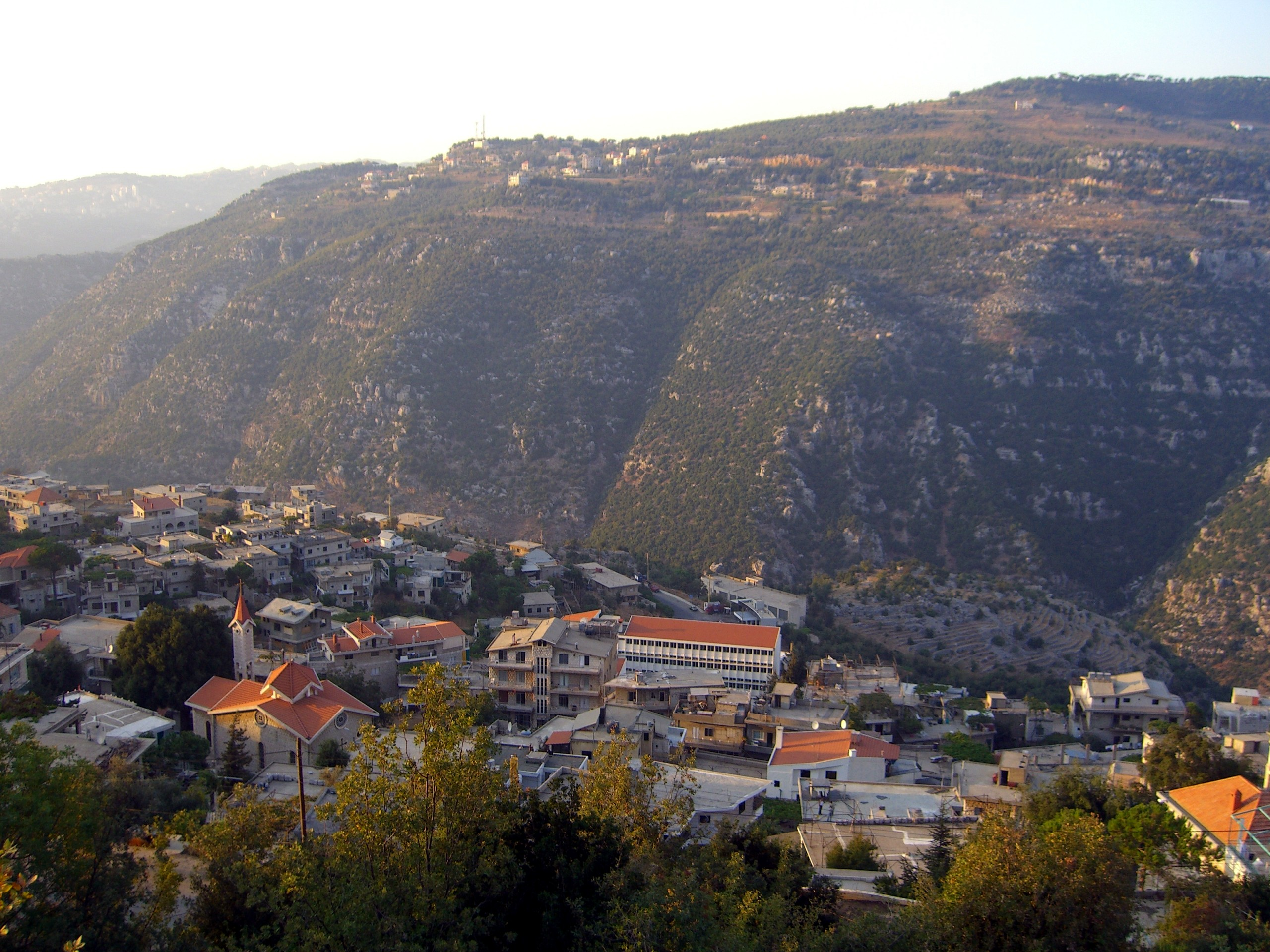
بتغرين

بتغرين، بلدة لبنانية تقع في المتن الشمالي في محافظة جبل لبنان وتبعد عن بيروت 33 كلم. يشكل المسيحيون من طائفتي الروم الأرثوذكس والروم الكاثوليك أغلب سكانها. من أشهر أعلامها الوزير ورجل الأعمال ميشال المر وابنه الوزير إلياس المر وأمين عام الحزب الشيوعي اللبناني الراحل جورج حاوي.